# Kocaköy (Diyarbakır)
Kocaköy, auch Karaz, ist eine Stadt im gleichnamigen Landkreis der türkischen Provinz Diyarbakır und gleichzeitig ein Stadtbezirk der 1993 geschaffenen Büyükşehir belediyesi Diyarbakır (Großstadtgemeinde/Metropolprovinz). Kocaköy liegt inmitten der Provinz und hieß früher Karaz. Der heutige Name Kocaköy bedeutet Großes Dorf.
Im Landkreis finden sich Spuren steinzeitlicher Besiedlung. Im Osmanischen Reich gehörte Karaz zu Palu. Bis 1972 war Kocaköy ein Dorf im Landkreis Lice. Im Jahr 1976 erhielt es den Status als Belediye und wurde 1990 ein eigenständiger Landkreis.
Der Landkreis ist mit einer Fläche von 248 km² der kleinste der Provinz. Ende 2020 lag Kocaköy mit 15.974 Einwohnern auf dem vorletzten Platz der bevölkerungsreichsten Landkreise in der Provinz Diyarbakır. Die Bevölkerungsdichte liegt mit 64 Einwohnern je Quadratkilometer unter dem Provinzdurchschnitt (118 Einwohner je km²).